# Federația Unită a Planetelor
Federația Unită a Planetelor (din engleză United Federation of Planets) sau Federația este o republică federală fictivă interplanetară descrisă în serialele de televiziune Star Trek și  în filmele din seria Star Trek. În aceste episoade și filme, Federația este descrisă ca fiind un sistem politic federal interstelar, începând cu anul 2373, având peste 150 de planete membre și mii de colonii răspândite de-a lungul a 8000 de ani lumină în Calea Lactee și luând forma unei democrații liberale post-capitaliste și a unei republici constituționale. Moneda de schimb este creditul federal, deși Federația reprezintă o republică post-capitalistă, în care abundența materiilor prime și apariția replicatoarelor a făcut inutilă folosirea banilor. Oamenii sunt clasificați ca Specia 5618 de către colectivul Borg.